# Storia dei Los Angeles Rams

Il logo dei Los Angeles Rams

I Los Angeles Rams sono un club di football americano professionistico nato nel 1936 con sede a Los Angeles. Questa voce approfondisce la storia della franchigia dalla fondazione ad oggi.

## Cleveland Rams (1936–1945)
I Cleveland Rams furono fondati dall'avvocato Homer Marshman nel 1936. Il loro nome, Rams, "arieti" in italiano, deriva dal soprannome delle squadre della Fordham University. "Rams" fu scelto per onorare il duro lavoro dei giocatori di football che uscivano dall'università. La loro prima stagione la disputarono nell'appena formata American Football League, terminando al secondo posto con un record di 5–2–2, secondo solo a quello di 8–3 dei campioni, i Boston Shamrocks.
L'anno successivo, il 13 febbraio 1937, i Rams si unirono alla National Football League, venendo assegnati alla Western Division in sostituzione dei St. Louis Gunners, che avevano lasciato la lega dopo aver giocato tre gare nel 1934. Dall'inizio, la squadra fu caratterizzata da frequenti spostamenti, giocando in tre diversi stadi e terminando varie stagioni con più sconfitte che vittorie.
Nel giugno 1941, i Rams furono acquistati da Dan Reeves, erede di una famiglia operante nel business delle catene di supermercati, che usò parte della sua eredità per acquistare la squadra, e Fred Levy Jr.
Il club sospese le operazioni nel 1943 a causa della scarsità di giocatori, impegnati nella seconda guerra mondiale, e riprese a giocare nel 1944, giungendo al successo nel 1945, in quella che sarebbe stata l'ultima stagione in Ohio. Il quarterback Bob Waterfield, un rookie da UCLA, poi nominato miglior giocatore della lega, guidò i Rams a un record di 9–1 e a vincere la loro prima finale per il campionato NFL, battendo in casa 15–14 i Washington Redskins il 16 dicembre. La vittoria giunse tramite una safety (cioè un errore della squadra offensiva che automaticamente assegnava dei punti alla squadra in difesa) del quarterback dei Redskins Sammy Baugh. La stagione successiva la NFL cambiò la regola che aveva favorito la vittoria dei Rams, classificando quel tipo di azione solamente come un passaggio incompleto.

## Los Angeles Rams (1946–1994)

### 1946-1948: La ripartenza a Los Angeles

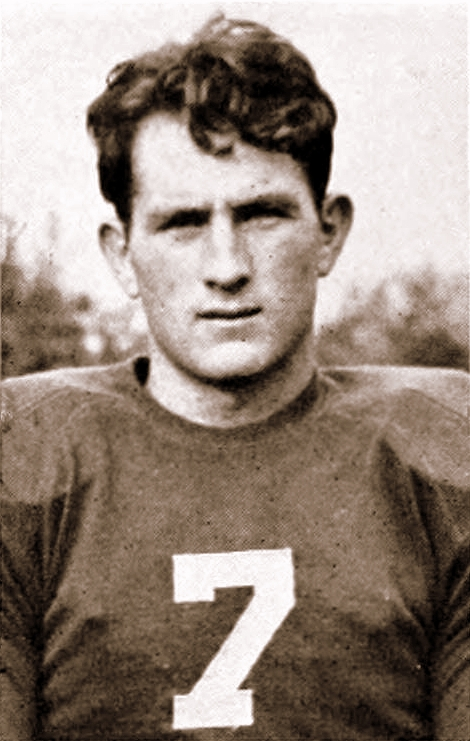
L'hall of famer Bob Waterfield.

L'11 gennaio 1946, Reeves fece pressioni sulla NFL perché gli concedesse di trasferire la squadra a Los Angeles e al Los Angeles Memorial Coliseum, uno stadio che aveva una capienza di 105.000 posti a sedere, nettamente superiore a quella dello stadio di Cleveland. Questo spostamento portò i Rams a più di 3.200 chilometri dalla più vicina franchigia della NFL dell'epoca (a Chicago).

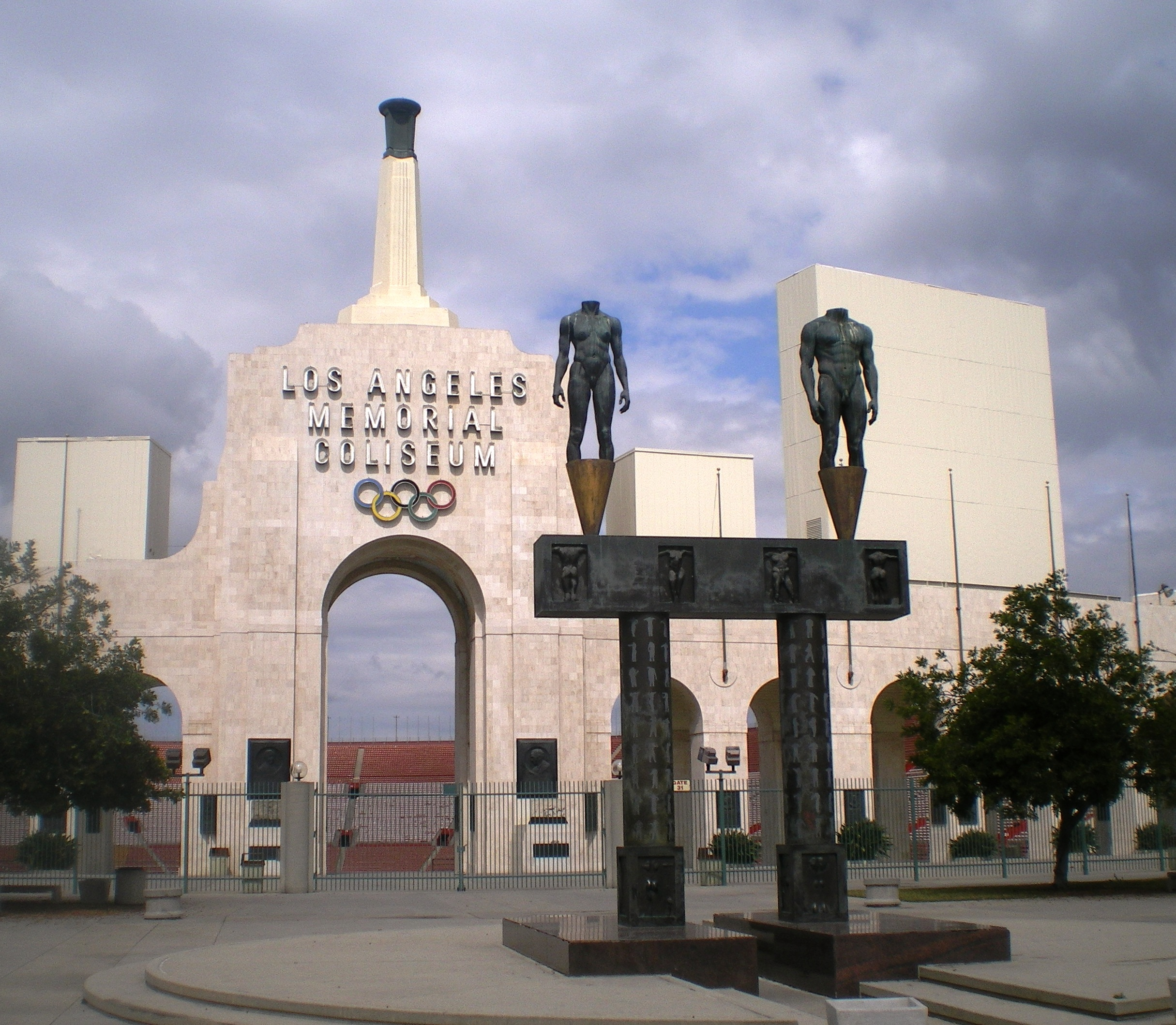
I Rams giocarono per trent'anni al Los Angeles Memorial Coliseum prima di farvi ritorno nel 2016.

 A quel tempo, la NFL non permetteva agli afroamericani di giocare nella lega, ma i dirigenti del Los Angeles Coliseum accettarono l'accordo a condizione che la squadra eliminasse le proprie barriere razziali. Di conseguenza, i Rams ingaggiarono i giocatori di UCLA Kenny Washington e Woody Strode, i quali divennero i primi giocatori di colore a giocare nella NFL dopo la Seconda Guerra Mondiale.
I Rams furono la seconda squadra della NFL a rappresentare Los Angeles, ma i primi a giocarvi davvero: i Los Angeles Buccaneers, una franchigia itinerante composta da nativi della California del Sud, vi giocò nel 1926. I Rams disputarono la loro prima gara di pre-stagione contro i Washington Redskins davanti a 95.000 spettatori. La squadra terminò la sua prima stagione a L.A. con un record di 6-4-1 (al secondo posto dietro Chicago Bears). Alla fine della stagione Walsh fu licenziato come capo-allenatore.
Il L.A. Coliseum, costruito nel 1922 ed utilizzato per i Giochi Olimpici del 1932, fu la casa dei Rams per oltre trent'anni. Nel 1948, l'halfback Fred Gehrke disegnò delle corna sul casco dei Rams, facendone il primo emblema sul casco del football professionistico. L'anno successivo, i Rams si fusero con gli altri utilizzatori del Coliseum, i Los Angeles Dons.

### 1949-1955: La formazione a tre end
Tra il 1949 e il 1955, i Rams arrivarono in finale di campionato per quattro volte, vincendone una (nel 1951). Durante questo periodo, essi ebbero il miglior attacco della NFL, guidato dai quarterback Bob Waterfield e Norm Van Brocklin (dal 1951). Il wide receiver Elroy Hirsch, in coppia con l'altro hall of famer Tom Fears, contribuì a rendere lo stile di gioco dei Rams uno dei primi nel football a sfruttare spesso i lanci verso i ricevitori. Durante la stagione del titolo del 1951, Hirsch ricevette passaggi per 1.495 yard e segnò 17 touchdown. La popolarità di questo attacco permise ai Los Angeles Rams di diventare la prima squadra di cui vennero trasmesse in televisione tutte le partite (nel 1950).

### 1956-1962: anni negativi
Nel periodo che va dal 1956 al 1966, tranne in due stagioni, i Rams conclusero sempre con più sconfitte che vittorie. In quelle due stagioni, il club terminò con un record di 6-6 nel 1957 seguito da un 8-4 nell'anno successivo. Guidati dall'uomo d'affari Pete Rozelle, che comprese come allora la televisione fosse un mezzo rivoluzionario, i Rams rimasero un'organizzazione di successo dal punto di vista finanziario malgrado gli scarsi successi sul campo di gioco. In una gara del 1957 contro i San Francisco 49ers, i Rams stabilirono il record di pubblico per una gara di stagione regolare (102.368 spettatori). I Rams attirarono oltre 100.000 spettatori due volte quell'anno.

### 1963-1969: I Fearsome Foursome

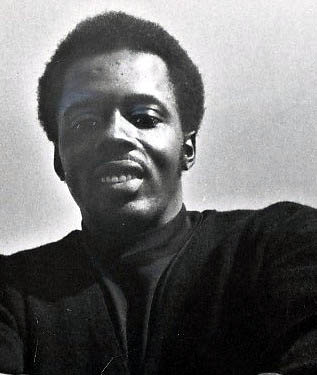
L'Hall of Famer Deacon Jones.

Gli anni sessanta furono caratterizzati dalla linea difensiva formata da Rosey Grier, Merlin Olsen, Deacon Jones e Lamar Lundy, soprannominati "Fearsome Foursome" ("Lo spaventoso quartetto"). Questo gruppo fu assemblato dall'allora capo-allenatore Harland Svare. Furono questi giocatori a riportare il club agli antichi fasti nel 1967 quando i Rams raggiunsero (ma persero) la finale di conference, guidati dal leggendario allenatore George Allen. Quell'anno i Rams furono la prima squadra nella storia della NFL a superare il milione di spettatori totali in una stagione, un'impresa ripetuta anche nell'anno successivo.

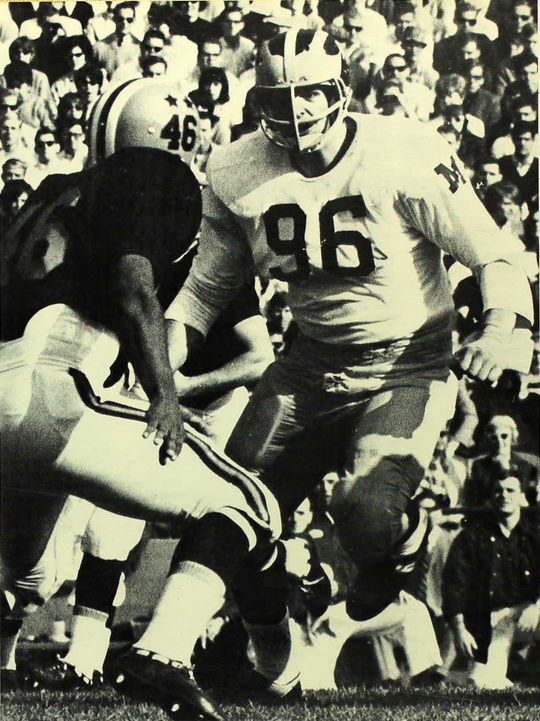
Tom Mack fu scelto dai Rams come secondo assoluto nel Draft 1966 dall'Università del Michigan

George Allen guidò i Rams dal 1966 al 1970 introducendo numerose innovazioni. Tra queste vi furono l'assunzione di un giovane Dick Vermeil in qualità di uno dei primi allenatori degli special team. Anche se Allen ebbe cinque stagioni consecutive con record vincenti e due titoli di division, i Rams in quel periodo non vinsero una sola gara di playoff, perdendo nel 1967 a Green Bay per 28-7 nel 1969 per 23-20 contro i Minnesota Vikings. Allen avrebbe lasciato la squadra dopo la stagione 1970 per diventare capo-allenatore dei Washington Redskins.

### 1970-1972: periodo di cambiamenti
Il quarterback Roman Gabriel giocò per undici stagioni coi Rams dal 1962 al 1972. Dal 1967 al 1971, Gabriel guidò i Rams sempre al primo o al secondo posto nella division. Nel 1969 fu premiato come MVP della NFL, grazie a una stagione da 2.549 yard e 24 TD, conducendo Los Angeles ai playoff. Durante la stagione 1970, Gabriel insieme al suo principale ricevitore Jack Snow totalizzarono 51 ricezioni per 859 yard. Quella fu la loro miglior stagione tra le otto come compagni di squadra.
Nel 1972 l'industriale di Chicago Robert Irsay acquistò la franchigia per 19 milioni di dollari e in seguito la scambiò con Carroll Rosenbloom per i suoi Baltimore Colts più un conguaglio in denaro. I Rams rimasero una solida franchigia negli anni 70, vincendo per sette volte consecutive la NFC West tra il 1973 e il 1979. Anche se furono sempre tra le migliori squadre della NFC negli anni settanta insieme ai Dallas Cowboys e ai Minnesota Vikings, essi persero le prime quattro finali di conference disputate in quel decennio, due volte contro Minnesota (1974, 1976) e altre due contro Dallas (1975, 1978).

### 1973-1979: campioni della NFC West
L'allenatore dei Rams durante questo periodo fu Chuck Knox, che guidò il club fino al 1977. Quella squadra aveva un attacco nella media, supportato però da una difesa di primo livello. Il giocatore più rappresentativo di quel periodo fu Jack Youngblood. Questi fu soprannominato 'Il defensive end perfetto' dall'altro Hall of Famer Merlin Olsen. La sua capacità di resistenza divenne leggendaria, tanto da giocare con una gamba rotta nella corsa verso il Super Bowl del 1980. La sua forte etica lavorativa era in contrasto con l'immagine stereotipata della squadra dei Rams, considerati una squadra da "Hollywood". Il caso volle che diversi giocatori dei Rams a fine carriera avrebbero perseguito delle carriere di attori, nei film o alla televisione. I più noti furono forse Merlin Olsen (che interpretò La casa nella prateria) e Fred Dryer (stella di Hunter della NBC).
Ironicamente, i Rams ottennero i maggiori successi del decennio nel 1979, dopo aver vinto la division col loro peggior record (9-7, con una squadra ormai anziana). Guidati dal quarterback Vince Ferragamo, i Rams superarono i favoriti Dallas Cowboys 21-19 nel primo turno dei playoff, dopo di che batterono i Tampa Bay Buccaneers 9-0 nella finale della NFC, raggiungendo il loro primo Super Bowl. Oltre a Ferragamo, altri giocatori chiave di quella squadra furono l'halfback Wendell Tyler, l'offensive lineman Jackie Slater, e difensori da Pro Bowl Jack Youngblood e Jack "Hacksaw" Reynolds.
Gli avversari dei Rams nel Super Bowl erano i campioni in carica: i Pittsburgh Steelers. La gara si disputava virtualmente in casa per i Rams, dal momento che si tenne al Rose Bowl di Pasadena. Anche se erano dati per sfavoriti di dieci punti e mezzo, i Rams furono altamente competitivi contro Pittsburgh (forzando diverse palle perse e concludendo in vantaggio sia alla fine del primo tempo, 13-10, che del terzo quarto, 19-17). Gli Steelers segnarono però due touchdown nel quarto periodo, vincendo il loro quarto Super Bowl per 31-19.

### 1979-1981: trasferimento ad Anaheim
Prima della stagione 1979 che condusse la squadra al Super Bowl, il proprietario Carroll Rosenbloom morì affogato in un incidente; così la sua vedova, Georgia Frontiere, ereditò il 70% della proprietà della squadra. Frontiere licenziò il suo figliastro, Steve Rosenbloom, assumendo il controllo totale della franchigia. Com'era stato programmato prima della morte di Carroll Rosenbloom, i Rams si trasferirono dal L.A. Coliseum all'Anaheim Stadium nella vicina contea di Orange nel 1980. Due erano la ragioni principali dello spostamento: in primo luogo quella della presenze allo stadio. Il L.A. Memorial Coliseum era più difficile da riempire completamente rispetto agli stadi delle altre città della NFL a causa della sua elevata capienza (100.000 posti). Pete Rozelle, che nel frattempo era diventato commissioner della NFL, aveva creato una regola che impediva a qualsiasi gara casalinga di essere trasmessa nel mercato tv locale se lo stadio non fosse stato esaurito. In secondo luogo, la distribuzione della popolazione della California del Sud stava cambiando: era in atto infatti uno spostamento della cittadinanza nelle periferie di L.A. (come appunto Orange County) e un declino della città di Los Angeles e del suo potere di acquisto. L'Anaheim Stadium era stato costruito nel 1965 come casa dei California Angels della Major League Baseball. Per accomodare il trasferimento dei Rams, la zona fu riconfigurata con suite di lusso e lo stadio portando a una capienza di 65.000 posti per il football.
Nel 1982 l'L.A. Memorial Coliseum fu occupato dagli Oakland Raiders. La combinazione di questi due fattori portò alla divisione del tradizionale nucleo di tifosi dei Rams tra le due squadre. A peggiorare la situazione, all'epoca i Rams non stavano raccogliendo alcun successo sul campo, mentre i Raiders vinsero il Super Bowl XVIII nel 1983. Nel frattempo, i Los Angeles Lakers vinsero il campionato nel 1980 e nel 1982, i primi titoli di un decennio in cui conquistarono 5 volte il campionato NBA; i Los Angeles Dodgers vinsero le World Series nel 1981 e 1988 e persino i Los Angeles Kings disputarono una grande corsa nei playoff nella stagione NHL del 1982. Improvvisamente, i Los Angeles Rams si trovarono ad affrontare troppa competizione anche fuori dal campo.

### 1983-1991: L'epoca di John Robinson ed Eric Dickerson

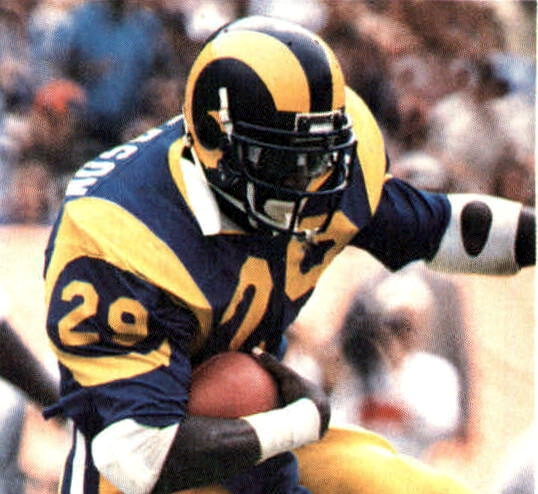
Eric Dickerson, uno dei migliori running back della storia, nel 1984 coi Rams corse 2.105 yard, un record che resiste ancora oggi

Con l'assunzione di John Robinson nel 1983 i Rams migliorarono le loro prestazioni ad Orange County. L'ex allenatore di USC guidò la squadra ai playoff in sei stagione su nove. Nel 1985 raggiunsero la finale della NFC, perdendo contro i futuri campioni della lega, i Chicago Bears. Il giocatore principale di quel periodo per i Rams fu il running back Eric Dickerson, scelto nel Draft NFL 1983 da SMU e premiato come rookie dell'anno. Nel 1984, Dickerson corse 2.105 yard, un record NFL che resiste ancora oggi. Dickerson terminò cinque stagioni di grande successo coi Rams venendo poi scambiato nel 1987 con gli Indianapolis Colts in cambio di alcuni giocatori e scelte del draft, dopo un'accesa disputa contrattuale seguita alla fine dello sciopero dei giocatori di quell'anno. Dickerson sarebbe rimasto il leader di tutti i tempi dei Rams con 7.245 corse, fino alla stagione 2010.

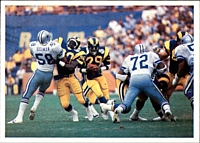
I Rams contro i Cowboys nei playoff del 1985

Malgrado la partenza di Dickerson, i Rams rimasero dei candidati al titolo grazie all'innovativo sistema offensivo di Ernie Zampese. Sotto la sua gestione i Rams salirono rapidamente dall'essere il 28º attacco della lega nel 1986 al 3º nel 1990. Alla fine degli anni 80, i Rams potevano contare su un giovane quarterback dotato come Jim Everett, un solido reparto d'attacco sulle corse e dei ricevitori di talento. Dopo un record di 11-5 durante la stagione regolare 1989, la squadra sembrò sul punto di fare grandi cose, fino alla netta sconfitta per 30-3 contro i San Francisco 49ers nella finale della NFC del 1989.

### 1990-1994: Ultimi anni a Los Angeles
La prima metà degli anni 90 vide vari record negativi, nessuna apparizione ai playoff e una crescente mancanza di interesse dei tifosi. Il ritorno di Chuck Knox come capo-allenatore (dopo aver allenato senza successo Buffalo Bills e Seattle Seahawks), non rivitalizzò le fortune dei Rams. Il suo attacco basato sulle corse portò alla fine dell'epoca di Zampese nel 1993. John Shaw, general manager della squadra, era ritenuto colpevole di aver sprecato diverse scelte nei Draft, con giocatori sotto la media. Gli schemi offensivi della squadra erano complicati e poco spettacolari per dei tifosi sempre più distanti. Una delle poche note positive di quel periodo fu il running back futuro membro della Hall of Fame Jerome Bettis, scambiato però a un certo punto coi Pittsburgh Steelers, una trattativa che si sarebbe rivelata in futuro in netto favore degli Steelers.
La dirigenza della squadra scambiò il quarterback Jim Everett e svincolò il linebacker All-Pro Kevin Greene, un altro futuro Hall of Famer, operazioni che allontanarono ancora maggiormente la franchigia dal successo. Intanto le stagioni perdenti continuavano e punto Georgia Frontiere incolpò la situazione dello stadio anche per le cattive decisioni della dirigenza. Né Orange County né la città Los Angeles erano però in grado di costruire uno stadio coi soldi derivanti dalle tasse solo per i Rams, considerando anche che c'erano già tre stadi perfettamente agibili nell'area di Los Angeles.
Georgia Frontiere tentò di trasferire i Rams a Baltimora, Maryland, ma fu bloccata. La signora Frontiere decise così in seguito di puntare al trasferimento a St. Louis. I proprietari della NFL (precisamente quelli di Buffalo Bills, New York Jets, Giants, Washington Redskins, Arizona Cardinals e Minnesota Vikings) votarono contro il trasferimento, controbattendo a Frontiere (che riteneva che senza un nuovo stadio a Los Angeles la squadra avrebbe rischiato la bancarotta) di aver gestito male la squadra. Tuttavia, questa minacciò di fare causa alla stessa NFL ed alla fine il Commissioner Paul Tagliabue acconsentì alla richiesta di spostamento. Come parte dell'accordo di ricollocazione, la città di St. Louis acconsentì alla costruzione di uno stadio finanziato con fondi pubblici.
Tuttavia, la mossa generò aspre critiche nell'area di Los Angeles area verso la NFL. Tali sentimenti possono essere espressi nelle parole di Fred Dryer, che all'epoca disse "Odio queste persone (l'organizzazione e il suo proprietario) per quello che hanno fatto, portando via con loro il logo dei Rams a St. Louis. Quel logo apparteneva alla California del Sud". Steve Rosenbloom, il general manager della squadra durante il periodo di Carroll Rosenbloom disse che le squadre vanno e vengono, ma per una squadra lasciare Los Angeles, il secondo bacino d'utenza più grande d'America, per Saint Louis (approssimativamente il diciottesimo) era semplicemente pazzesco e irresponsabile. Coi Raiders che da L.A. tornarono a Oakland solamente pochi mesi dopo, la NFL non avrebbe avuto più alcuna franchigia a Los Angeles fino al 2016.

## St. Louis Rams (1995-2015)

### 1995–1998: Ripartenza da Saint Louis
Le stagioni 1995 e 1996 furono dirette dal capo-allenatore Rich Brooks. Il giocatore più prolifico di queste due stagioni fu l'idolo dei tifosi Isaac Bruce. Nel 1997, Dick Vermeil fu assunto come capo-allenatore. Quell'anno, i Rams cedettero scelte del draft per salire di posizione e selezionare l'offensive tackle futuro Hall of Famer Orlando Pace come primo assoluto.

### 1999: Vittoria del Super Bowl XXXIV
Prima della stagione 1999, i Rams scambiarono una scelta del secondo e del quarto giro per il futuro MVP della lega, Marshall Faulk. La stagione iniziò con l'infortunio del quarterback Trent Green nella pre-stagione che l'avrebbe tenuto fuori per l'intera stagione. Vermeil disse pubblicamente che i Rams si sarebbero "affidati a Kurt Warner ed avrebbero giocato un buon football". Kurt Warner, che aveva giocato come quarterback per gli Iowa Barnstormers della Arena Football League solo pochi anni prima, in collaborazione con Marshall Faulk e Isaac Bruce guidò i Rams a una memorabile stagione.
Warner giocò una delle migliori stagioni della storia per un quarterback nella storia della NFL, lanciando per 4.353 yard, con 41 touchdown e una percentuale di completamento del 65,1%. L'attacco dei Rams, guidato dal coordinatore offensivo Mike Martz, fu soprannominato "The Greatest Show on Turf" e fece registrare la prima di una serie di stagioni da 500 punti consecutive, un record NFL.

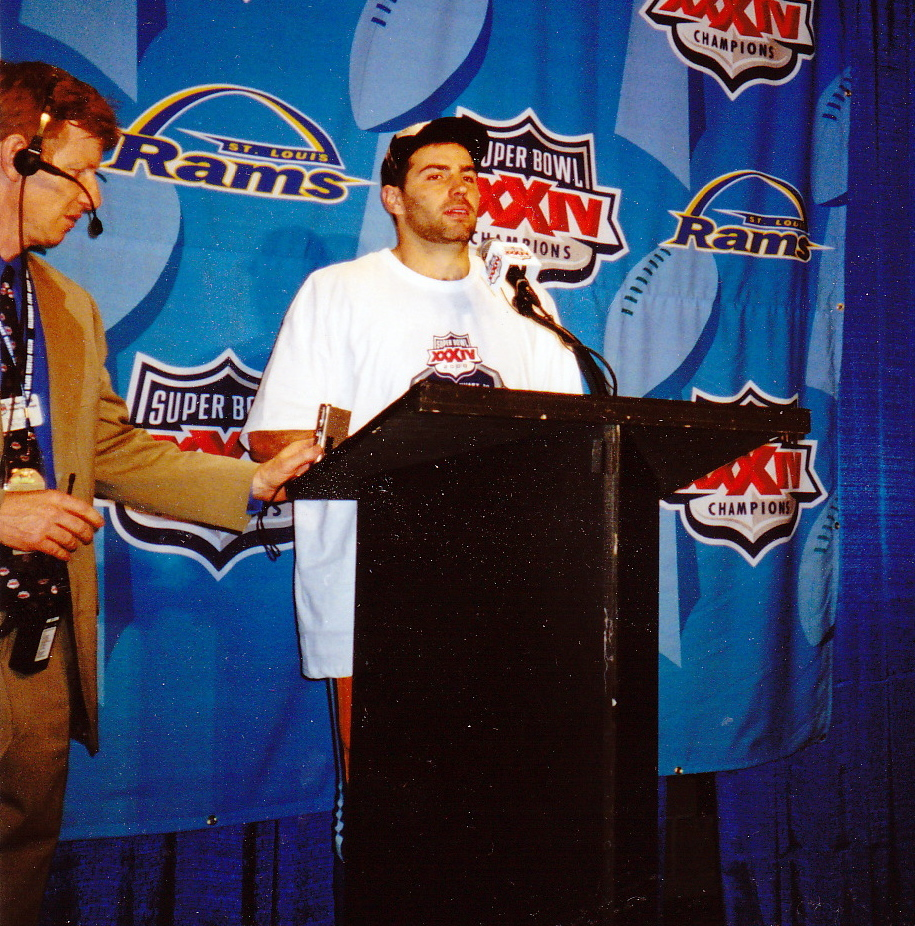
Kurt Warner nella conferenza stampa dopo la vittoria del Super Bowl XXXIV.

Warner lanciò tre passaggi da touchdown in ognuna delle sue prime 3 gare nella NFL da titolare, unico quarterback nella storia della lega a compiere una tale impresa. Warner attirò ancora più attenzione su di sé nella quarta gara stagionale dei Rams, in casa contro i San Francisco 49ers (che avevano vinto la NFC West in 12 delle ultime 13 stagioni). I Rams arrivavano da 17 sconfitte consecutive coi 49ers, ma Warner lanciò un passaggio da touchdown in ognuno dei primi tre possessi dei Rams nella gara, oltre ed un altro TD nel solo primo tempo, guidando i Rams sul 28–10 a metà gara e ad una vittoria per 42–20 finale. Warner terminò la gara con 5 passaggi da touchdown, arrivando a 14 in 4 partite.
Nei playoff del 1999, Warner guidò i Rams fino al Super Bowl XXXIV vinto contro i Tennessee Titans. Nella gara, egli lanciò per 2 touchdown e un record del Super Bowl di 414 yard passate, compreso un cruciale passaggio da 73 yard trasformato in touchdown da Isaac Bruce quando il punteggio era pari due minuti dalla fine. Warner stabilì inoltre un record del Super Bowl con 45 passaggi tentati e nessun intercetto. Per questa sua prestazione, Warner fu premiato come MVP della gara, diventando il settimo giocatore della storia a vincere il titolo di MVP della stagione regolare e del Super Bowl nella stessa stagione.

### 1999–2005: "The Greatest Show on Turf"

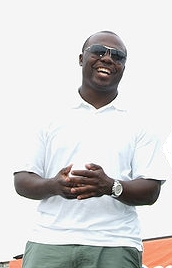
Marshall Faulk fu l'MVP della stagione 2000.

Dopo la vittoria del titolo dei Rams, Dick Vermeil si ritirò, mentre venne promosso a capo-allenatore il coordinatore offensivo di Vermeil Mike Martz, che nel 2001 guidò ancora i Rams fino al Super Bowl XXXVI, perdendo contro i New England Patriots. Mike Martz guidò i Rams ad un gioco basato sui passaggi che stabilì il record NFL di punti segnati in tre stagioni (1999–2001). Oltre a Warner, Faulk e Bruce, il gruppo guidato da Martz, formato anche dai ricevitori Torry Holt, Az-Zahir Hakim e Ricky Proehl, divenne noto come "The Greatest Show on Turf", venendo riconosciuto come uno degli attacchi più prolifici della storia della NFL
Nel primo giro del Draft NFL 2004, i Rams scelsero il running back da Oregon State Steven Jackson come 24º assoluto. Jackson divenne uno dei running back più prolifici dei Rams dal loro arrivo a St. Louis.
Martz fu però anche criticato per la gestione delle gare. Egli ebbe spesso delle diatribe con vari giocatori, oltre che col presidente e general manager Jay Zygmunt. Tuttavia molti suoi giocatori dissero di rispettarlo e di essere felici di averlo come allenatore. Nel 2005 Mike Martz ebbe problemi di salute, rimanendo in ospedale per diverse gare, lasciando l'assistente allenatore Joe Vitt ad allenare per il resto della stagione, anche dopo che Martz si era ristabilito nel corso della stagione; infatti il presidente della squadra, John Shaw, non gli consentì di tornare ad allenare la squadra.

### 2006-2011: Anni di difficoltà

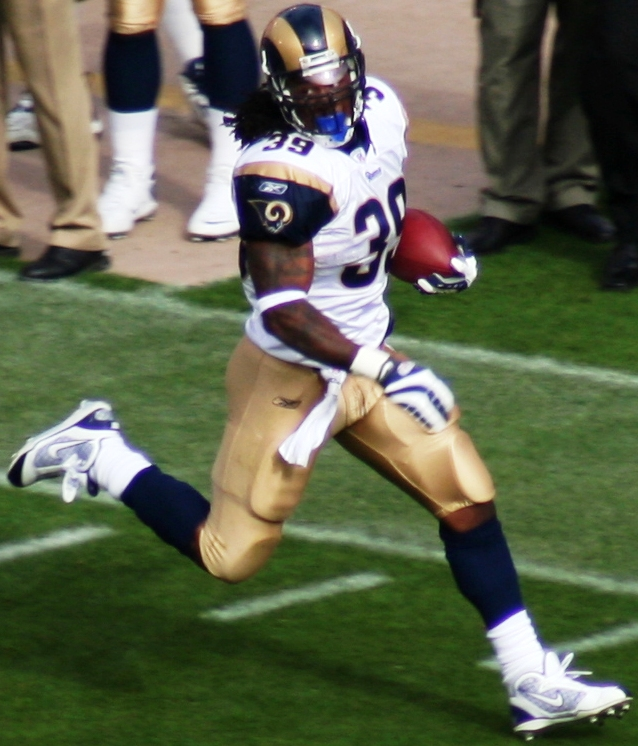
Steven Jackson divenne il leader di tutti i tempi per yard corse coi Rams.

Dopo il licenziamento di Martz, il coordinatore offensivo di Minnesota Scott Linehan prese il controlla della squadra che terminò 8–8 la stagione 2006. Nel 2007 Linehan precipitò coi Rams a un record di 3–13. Georgia Frontiere morì il 18 gennaio 2008, dopo 29 anni di gestione della squadra. La proprietà della squadra passò a suo figlio Dale "Chip" Rosenbloom e alla figlia Lucia Rodriguez. Chip Rosenbloom venne nominato nuovo proprietario di maggioranza della squadra. Linehan, intanto, già era entrato in contrasto con alcuni giocatori chiave dello spogliatoio, inclusi Torry Holt e Steven Jackson e fu licenziato il 29 settembre 2008, dopo un inizio di stagione con un record di 0–4. Jim Haslett, coordinatore difensivo sotto Linehan, fu l'allenatore ad interim per il resto dell'annata.
Il 17 gennaio 2009, Steve Spagnuolo, ex coordinatore offensivo dei Giants, fu assunto come capo-allenatore, guidando la squadra a una stagione da incubo con una sola vittoria su 16 partite.
Il 25 agosto 2010, la proprietà della squadra passò a Stan Kroenke. Con la prima scelta assoluta del Draft NFL 2010, i Rams scelsero il quarterback Sam Bradford dalla University of Oklahoma. I Rams quell'anno giunsero secondi nella NFC West con un record di 7-9 mentre Bradford fu nominato rookie dell'anno. Il 24 ottobre 2010, il running back Steven Jackson superò Eric Dickerson per il maggior numero di yard corse nella storia della franchigia.
La stagione successiva non andò altrettanto bene coi Rams che chiusero col peggior record della lega (2-14) e Bradford che sembrò regredire rispetto alla sua promettente annata da rookie.

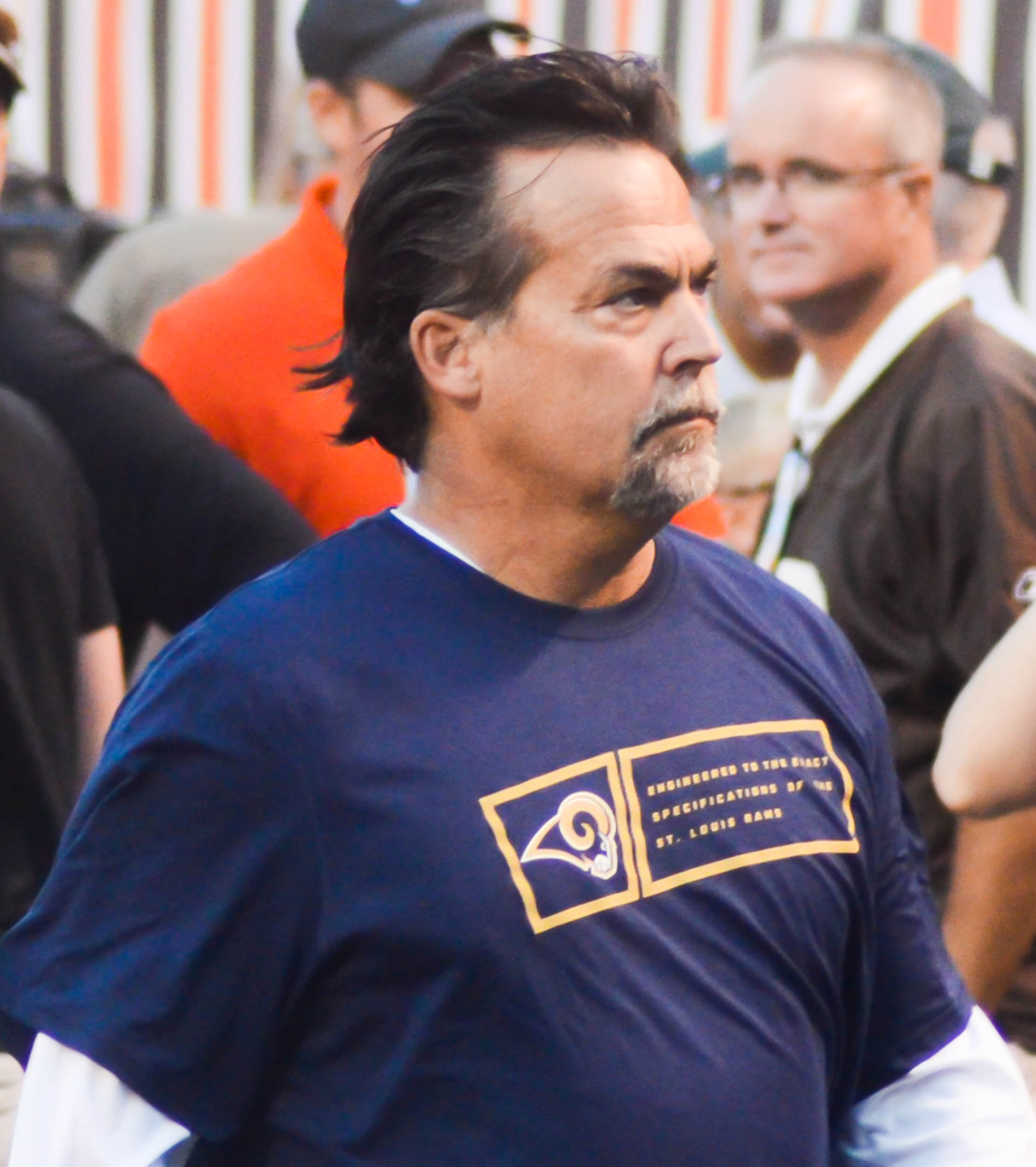
L'allenatore Jeff Fisher

### 2012-2016: L'epoca di Jeff Fisher
Il 2 gennaio 2012, Steve Spagnuolo e il general manager Billy Devaney furono licenziati. Il 13 gennaio 2012, Jeff Fisher annunciò di aver preferito il posto di capo-allenatore dei St. Louis Rams a quello dei Miami Dolphins. Nei suoi cinque anni la squadra, anche a causa di un Bradford spesso infortunato, non riuscì mai a qualificarsi per i playoff a o vincere più di sette partite. Nel Draft 2014, il club scelse il defensive tackle Aaron Donald, che fu premiato come rookie difensivo dell'anno e nelle stagioni successive si impose come uno dei migliori difensori della NFL.
Nel gennaio 2015, il proprietario della franchigia Stan Kroenke rivelò piani per la realizzazione di un nuovo stadio NFL nel sobborgo losangelino di Inglewood. Lo stadio, che avrebbe dovuto avere la capienza di 80.000 posti a sedere e sorgere in prossimità delle strutture attualmente occupate dai Los Angeles Lakers e dai Los Angeles Kings, creò le premesse per il ritorno dei Rams nella metropoli californiana, dopo che le controproposte delle autorità cittadine di St. Louis non furono ritenute soddisfacenti dalla proprietà della squadra.
Il 10 marzo 2015, i Rams scambiarono Sam Bradford con i Philadelphia Eagles per l'altro quarterback Nick Foles. Questi aveva un record come titolare di 14-4 con gli Eagles e un rapporto touchdown/intercetti di 46-17, mentre Bradford ebbe un bilancio di 18-30-1 coi Rams. Nel Draft 2015, la squadra scelse il running back Todd Gurley che, malgrado avere perso le prime partite per infortunio, fu premiato come rookie offensivo dell'anno.

## Ritorno a Los Angeles (2016-presente)
Il 12 gennaio 2016, i proprietari delle franchigie della NFL, riunitisi a Houston, approvarono il ritorno dei Rams a Los Angeles con 30 voti favorevoli e 2 contrari. Dalla stagione 2016 il ritorno divenne effettivo, ed i rinati Los Angeles Rams tornarono a giocare nello storico Los Angeles Memorial Coliseum fino a al completamento del nuovo stadio (la cui apertura era prevista per la stagione 2020) ad Inglewood.

### Stagione 2016

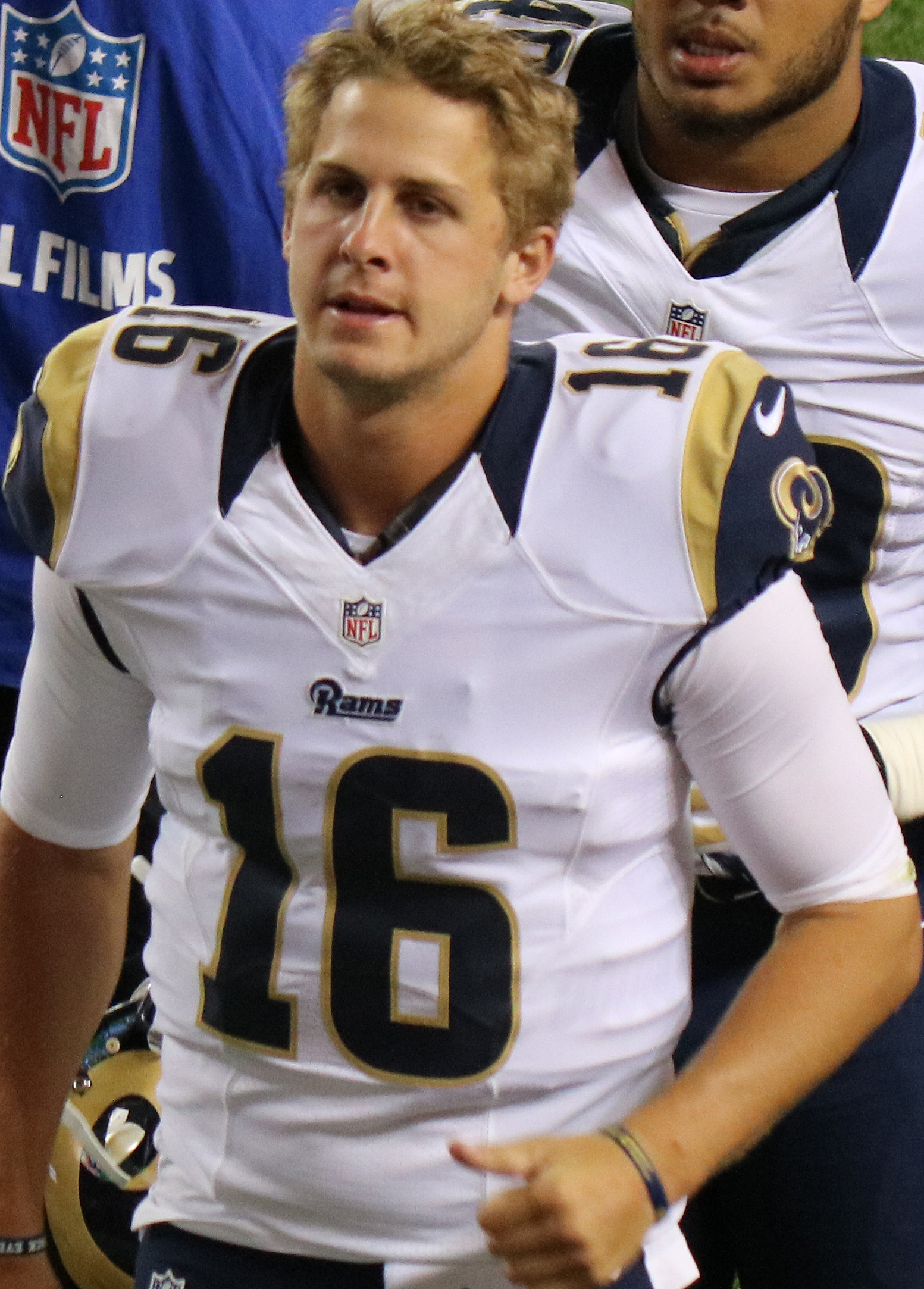
Jared Goff fu scelto come primo assoluto nel Draft 2016

Il 14 aprile 2016 i Rams acquisirono tramite uno scambio coi Tennessee Titans la prima scelta assoluta nel Draft NFL 2016. Due settimane dopo la utilizzarono per chiamare il quarterback dei California Golden Bears Jared Goff.
I Rams disputarono la loro prima gara nell'area di Los Angeles dal 1994, un'assenza di 22 anni, nel debutto della pre-stagione contro i Dallas Cowboys al Los Angeles Memorial Coliseum il 13 agosto. Il club vinse contro i Cowboys 28–24 davanti a una folla di 89.140, un record per una gara di pre-stagione.
Il 12 settembre 2016, i Rams disputarono la prima gara della stagione regolare dal ritorno a Los Angeles, venendo sconfitti dai San Francisco 49ers 28–0 per Levi's Stadium. Nel turno successivo, davanti a oltre 91.000 tifosi al Los Angeles Memorial Coliseum batterono i Seattle Seahawks 9–3. La squadra però continuò a mostrare la discontinuità degli anni precedenti e il 12 dicembre 2016, dopo 4 vittorie e 9 sconfitte, Jeff Fisher fu licenziato. Come allenatore ad interim fu scelto John Fassel.

### Stagione 2017

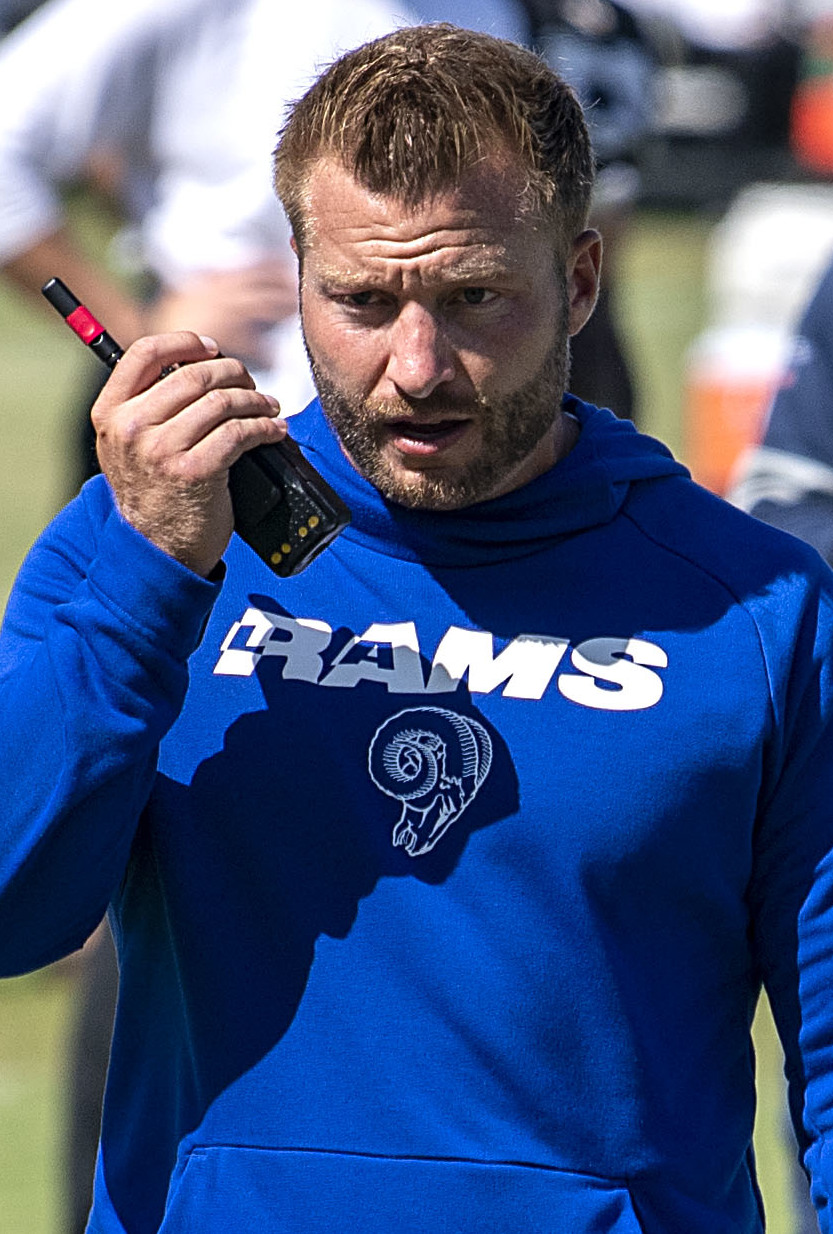
Sean McVay divenne il capo-allenatore nel 2017

Il 12 gennaio 2017 (giorno in cui anche i Chargers annunciarono il loro trasferimento a Los Angeles) i Rams assunsero Sean McVay come nuovo capo-allenatore. Questi fu il più giovane allenatore dell'epoca moderna della NFL, superando Lane Kiffin, che aveva 31 anni quando venne assunto dagli Oakland Raiders. Il quarterback Jared Goff si riscattò dello stentato esordio dell’anno precedente con McVay e anche il running back Todd Gurley tornò a mostrare le prestazioni della sua stagione da rookie. Il 26 novembre 2017, i Rams batterono i New Orleans Saints 26–20, in quella che fu l’ottava vittoria della stagione, la prima con un record non negativo dal 2006 (e la prima a Los Angeles dal 1989). Una settimana dopo la squadra batté gli Arizona Cardinals 32–16 assicurandosi la prima stagione vincente dal 2003. Il 24 dicembre i Rams batterono i Tennessee Titans 27–23 assicurandosi anche il primo titolo di division dal 2003 (e il primo a Los Angeles dal 1985).
I Rams nei playoff furono subito eliminati nel turno delle wild contro i campioni in carica della NFC, gli Atlanta Falcons 26–13. A fine anno Aaron Donald fu premiato come difensore dell'anno e Todd Gurley come giocatore offensivo dell'anno.

### Stagione 2018: ritorno al Super Bowl
Nel 2018 i Rams acquisirono Marcus Peters dai Kansas City Chiefs. La squadra cedette Robert Quinn ai Miami Dolphins e Alec Ogletree ai New York Giants. In seguito ottenne in uno scambio il cinque volte Pro Bowler Aqib Talib dai Denver Broncos e firmò il free agent Ndamukong Suh. Todd Gurley rinnovò per cinque anni e l'offensive tackle Rob Havenstein per quattro anni. A fine estate Aaron Donald firmò un contratto di sei anni del valore di 135 milioni di dollari che lo rese all'epoca il difensore più pagato della storia all'epoca.
I Rams aprirono la stagione battendo gli Oakland Raiders 33–13 nel Monday Night Football, in una gara in cui il capo-allenatore McVay affrontò il suo vecchio mentore Jon Gruden. La stagione iniziò con tre vittorie casalinghe, seguite da tre vittorie esterne con Seattle (33–31), Denver (23–20) e San Francisco (39–10). Tornata in casa nella settimana 8, Los Angeles batté in rimonta i Green Bay Packers 29–27 salendo a un record di 8–0, la sua migliore partenza dal 1969. La prima sconfitta giunse contro i New Orleans Saints nella settimana 9 al Mercedes-Benz Superdome. Seguirono tre vittorie consecutive che diede alla squadra il secondo titolo della NFC West consecutivo. Grazie alle vittorie sugli Arizona Cardinals e sui San Francisco 49ers i Rams si assicurarono la possibilità di saltare il primo turno di playoff. Il record di Rams 13–3 fu il secondo migliore della storia della squadra e il migliore a Los Angeles.
I Rams aprirono i playoff battendo i Dallas Cowboys 30–22, arrivando in finale di conference per la prima volta dal 2001. Lì affrontarono nuovamente i Saints, questa volta battendoli per 26–23, qualificandosi per il primo Super Bowl dal 2001. Il loro avversario nel Super Bowl LIII furono i New England Patriots. Malgrado il talento in attacco, i Rams segnarono un solo field goal in tutta la partita, perdendo per 13-3. Si unirono così ai Miami Dolphins del 1971 quale unica altra squadra a segnare solo 3 punti nella finalissima.

### Stagione 2019
Questa stagione, caratterizzata da numerosi infortuni e passi falsi, si chiuse con un bilancio di 9 vittorie e 7 sconfitte, mancando di poco l'accesso ai playoff. Fu l'ultima annata dei Rams al Coliseum.

### Stagione 2020
Il club, assieme ai Chargers, si trasferì nel nuovo SoFi Stadium ma a causa della pandemia di COVID-19 fu costretta giocarvi senza spettatori. La squadra svincolò il running back spesso infortunato Todd Gurley, che aveva guidato in precedenza la lega in corse per tre volte. Malgrado l'essere stata la prima squadra a perdere contro i New York Jets nella settimana 15, chiuse con un record di 10–6, facendo ritorno ai playoff. Lì i Rams batterono i rivali dei Seattle Seahawks nel turno delle wild card, con il quarterback di riserva John Wolford che partì come titolare al posto dell'infortunato Goff, anche se Wolford lasciò la gara per un infortunio al collo. Los Angeles fu eliminata dai Packers la settimana successiva nel divisional round.

### Stagione 2021: vittoria del Super Bowl LVI

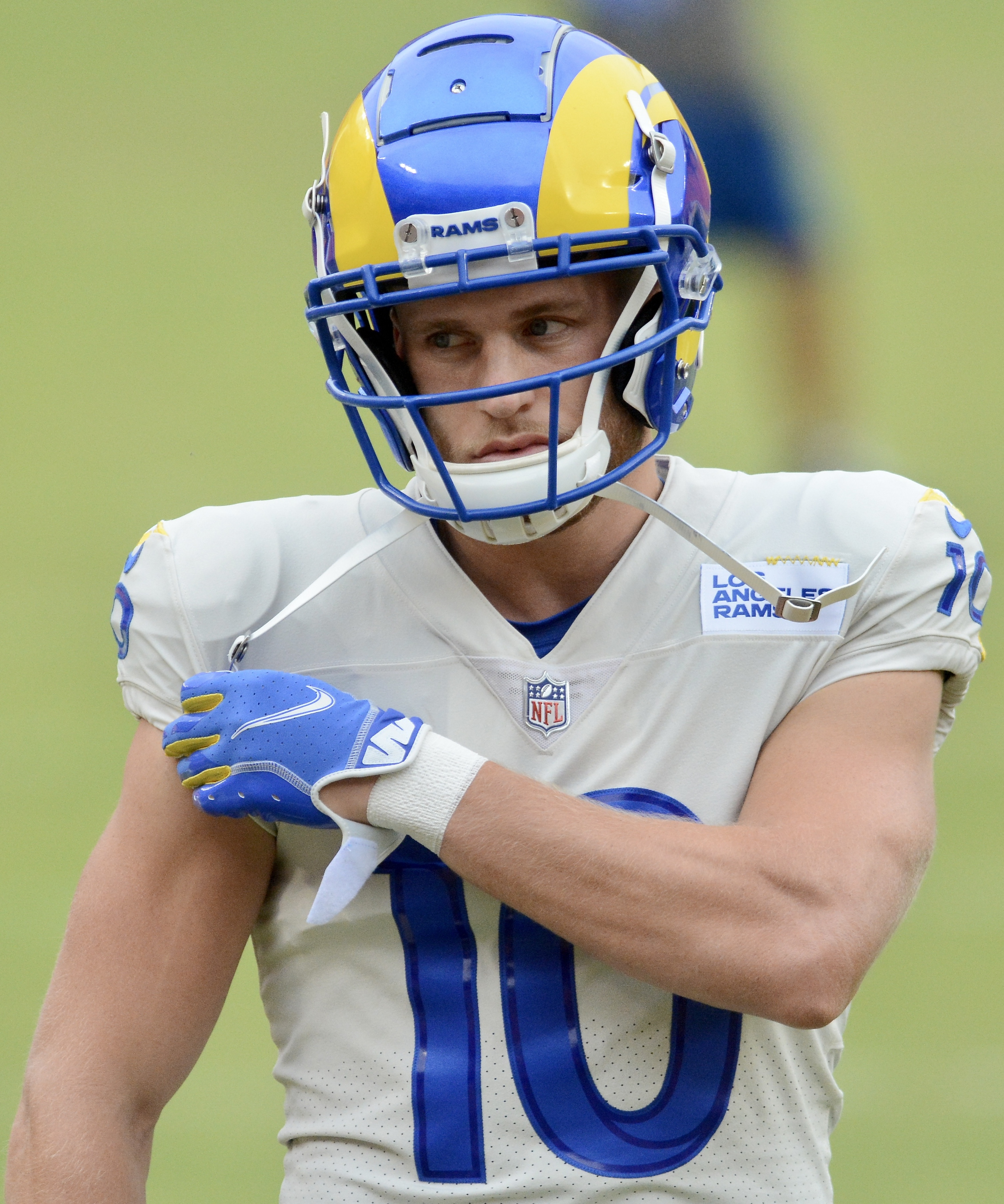
Il wide receiver Cooper Kupp, giocatore offensivo dell'anno e MVP del Super Bowl nella stagione 2021

Il 18 marzo 2021 Los Angeles scambiò Jared Goff e diverse scelte del draft con i Detroit Lions per il quarterback Matthew Stafford. La stagione iniziò vincendo sette delle prime otto partite ma una striscia di tre sconfitte consecutive a novembre fece scendere la squadra a un record di 7-4. Il wide receiver Robert Woods si infortunò per tutta la stagione, venendo sostituito con la firma del free agent Odell Beckham Jr.. Tramite uno scambio giunse anche il linebacker All-Pro dei Denver Broncos Von Miller. Los Angeles vinse cinque gare consecutive prime di perdere nell'ultimo turno con i San Francisco 49ers, chiudendo con un bilancio di 12-5, vincendo il terzo titolo della NFC West della gestione McVay.
Nei playoff i Rams batterono i rivali di division degli Arizona Cardinals 34-11 nella prima gara di playoff al SoFi Stadium. Una settimana dopo a Tampa Bay, Los Angeles si portò in vantaggio per 27-3 all'intervallo, dopo di che resistette al tentativo di rimonta di Tom Brady battendo i Buccaneers 30-27. I Rams fecero ritorno in casa per la finale di conference contro i 49ers, che li avevano battuti nelle sei precedenti occasioni nella stagione regolare. Malgrado l'essersi trovati in svantaggio di 10 punti nel quarto periodo, i Rams rimontarono vincendo per 20-17 e qualificandosi per il secondo Super Bowl in quattro stagioni. Disputato nello stadio casalingo di Los Angeles, nel Super Bowl LVI i Rams batterono in rimonta i Cincinnati Bengals 23-20, conquistando il secondo Super Bowl della storia della franchigia e il primo a Los Angeles. Il wide receiver Cooper Kupp fu nominato miglior giocatore della partita.